# Heliconius apseudes
Heliconius apseudes är en fjärilsart som beskrevs av Jacob Hübner 1816. Heliconius apseudes ingår i släktet Heliconius och familjen praktfjärilar. Inga underarter finns listade i Catalogue of Life.